# Обозначение тягового подвижного состава (Россия)

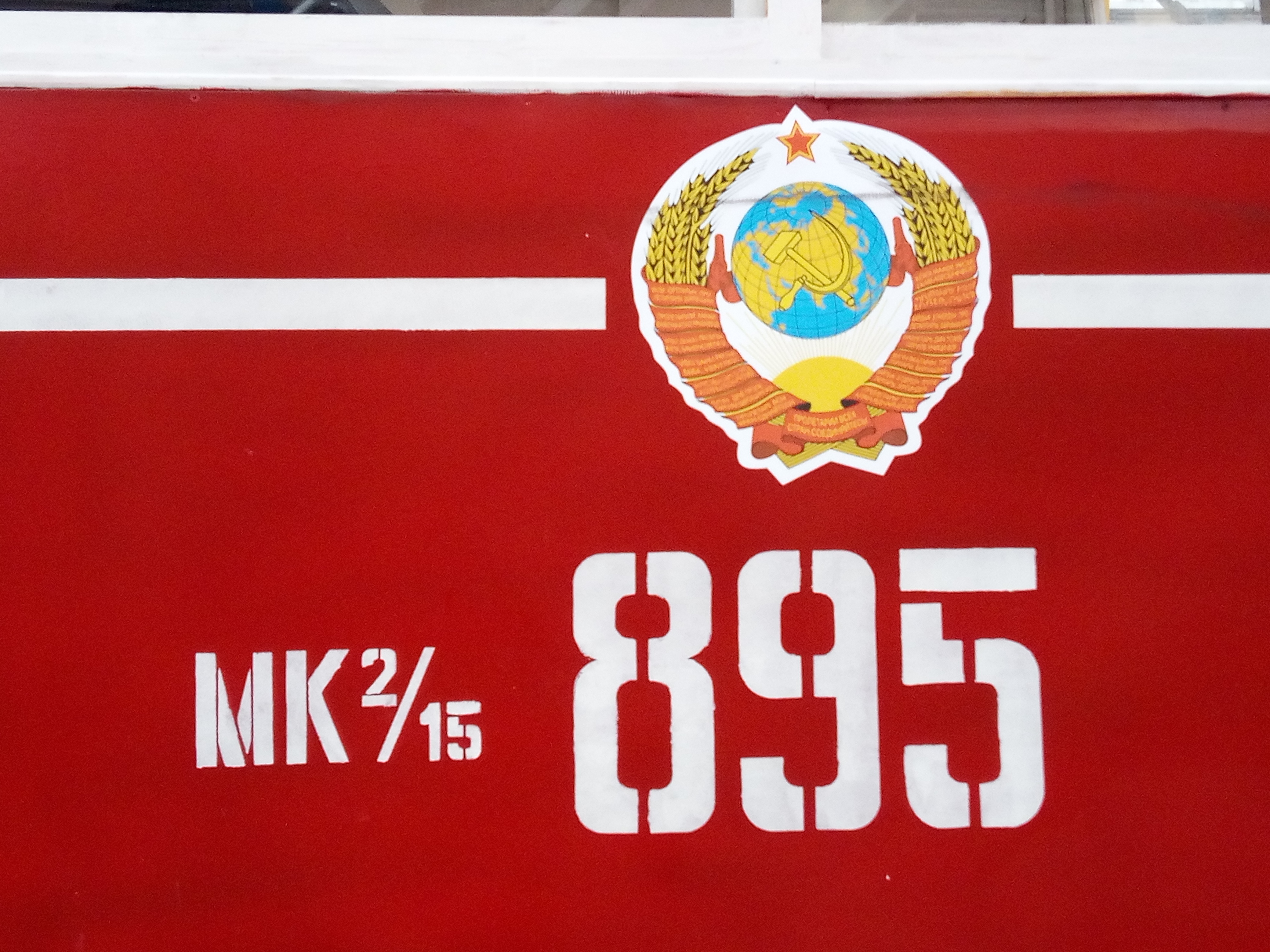
Обозначение мотовоза МК^{2}/_{15} 895

Обозначение тягового подвижного состава в России — специальное обозначение для однотипных по конструкции локомотивов и моторных вагонов, принятое в России.
Для подвижного состава магистральных железных дорог также применяется термин серия, а для вагонов метрополитена — тип. В России применяют буквенные, цифровые и буквенно-цифровые системы обозначений.

## Паровозы

### Российская империя
Паровозы на фотографиях Сергея Прокудина-Горского
(1910 год)
Паровозы Черепановых не имели ни обозначения, ни имени. Паровозы для Царскосельской железной дороги, которые тогда ещё назывались «сухопутными пароходами», как и корабли получили уже собственные и оригинальные имена: «Богатырь», «Орёл», «Проворный», «Слон».
В 1845 году на Александровском заводе был начат серийный выпуск грузовых и пассажирских паровозов для Санкт-Петербурго-Московской железной дороги, однако и они сперва не имели обозначения серии, только номера; лишь в 1863 к номерам стали добавлять буквы: А, Б, В,  Г, Д, Е и Ж. Обозначение серий паровозов с помощью букв стало применяться и на остальных железных дорогах, при этом наибольшее распространение получили буквы Г (грузовой), Т (товарный), П (пассажирский) и М (маневровый).
Каждая дорога имела собственную систему обозначений, из-за чего одинаковые локомотивы на разных дорогах могли иметь различное обозначение серий. Особенно ситуация обострилась после выкупа частных дорог казной, в результате чего паровозный парк казённых железных дорог стал состоять из огромного числа разновидностей, а разнообразие обозначений только усложняло учёт. Тогда инженером Ю. В. Ломоносовым была разработана, а 16 апреля 1912 года циркуляром Управления Министерства путей сообщения введена «Номенклатура серий паровозов» для всех российских железных дорог. Теперь серия по-прежнему обозначались буквой, но к ней добавлялись уточняющие верхние и нижние индексы; всего было использовано 30 букв из русского дореформенного алфавита, включая такие, как І, Ѳ и Ѵ. При этом в обозначениях серий часто имелся определённый смысл, в том числе:
- Б — конструкции Брянского завода;
- В — с паровой машиной системы Воклена;
- Д — с двумя движущими осями (типы 1-2-0, 2-2-0, 0-2-2 и 2-2-1);
- К — конструкции Коломенского завода;
- Л — был разработан Лопушинским;
- Н — для Николаевской железной дороги;
- О — паровоз типа 0-4-0, принятый основным для железных дорог;
- Р — для Рыбинской железной дороги;
- С — конструкции Сормовского завода;
- Т — грузовые с тремя движущими осями (типы 0-3-0, 1-3-0 и 0-3-1);
- У — для Уральской железной дороги;
- Ф — системы Ферли;
- Ч — четырёхосные (тип 0-4-0) паровозы, созданные до основного типа
- Щ — был создан по заданию Щукина; предшествовавшие ему однотипные (1-4-0) грузовые паровозы получили обозначения Ш, Ц и Х;
- Ь — грузовые и маневровые танк-паровозы;
- Ъ — пассажирские танк-паровозы;
- Я — для Ярославской железной дороги.

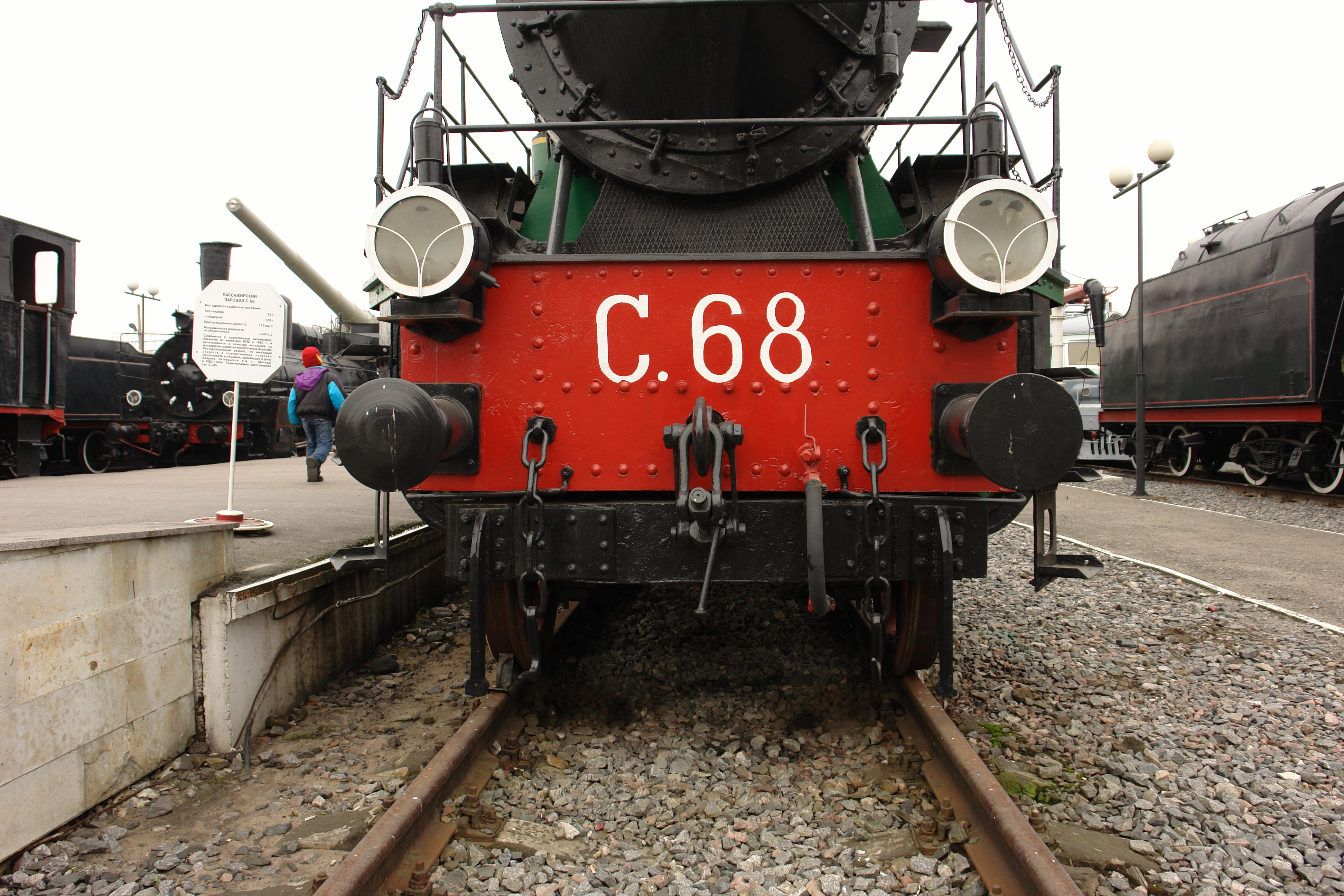
Обозначение паровоза С68

Слева к обозначению серии могли добавляться верхний и нижние индексы. Нижний индекс указывал на завод-изготовитель (что особенно актуально для серий Д, Т, Ч, Ь и Ъ), но мог обозначать и некоторые конструктивные особенности:
- А — американского производства
- б — Брянский
- в — Воткинский
- г — Henschel
- Е — английского производства
- ж — железнодорожные мастерские
- з — завод Зигля
- и — Cockerill
- і — завод Кесслера[англ.] в Карлсруэ
- к — Коломенский
- л — Луганский
- м — Мальцевский
- н — Невский
- п — Путиловский
- р — завод Кесслера в Эслингене
- с — Сормовский
- т — завод Гартмана[англ.]
- у — Schichau[англ.]
- ф — завод Кайля
- х — Харьковский
- ц — Schwartzkopff
- ч — Graffenstaden[англ.]
- ш — Шнейер
- щ — Кулье
- ъ — Ernest Gouin et Cie.[англ.]
- ы — Леонард
- ь — Fives-Lille[англ.]
- э — Evrard[англ.]
- я — Borsig[нем.]
- Ѳ — Hanomag

Верхний индекс указывал на конструктивную особенность и мог быть в виде заглавной или прописной буквы:
- д — с кулисным механизмом Джоя
  - д — с кулисным механизмом Джоя и уменьшенным диаметром движущих колёс
- в
  - с кулисным механизмом Вальсхарта
    - в — с кулисным механизмом Вальсхарта и уменьшенным диаметром движущих колёс

  - для Варшаво-Венской железной дороги (имела европейскую колею)
- п — с перегревом пара
- р — реконструированный
- у — усиленный или улучшенный
- ч — с перегревом пара при паровой машине двойного расширения (в честь инженера Чечотта, впервые предложившего такое сочетание)

Иногда верхний индекс мог состоять сразу из двух букв, как например у паровозов Чвп
к.
Также паровозы одной серии могли иметь на разных дорогах собственную нумерацию, из-за чего при передачи их на другие дороги могла возникнуть ситуация, когда на дороге оказывались два или более паровоза с одинаковым номером. В этом случае после номера в виде дроби ставили цифры 1, 2 3 и так далее; например — С12/3. На Московско-Курской железной дороге вместо применения дробей в верхнем индексе ставили буквы, которые указывали на предыдущую дорогу приписки паровоза; известен случай, когда в депо Москва-пассажирская эксплуатировались сразу три паровоза С6, которым для отличия присвоили полные обозначения С6к, С6п и С6ю в честь соответственно Курской, Пермской и Южных железных дорог.
Существует исторический анекдот: когда паровозам БГ (тип 2-3-0) частной Московско-Казанской железной дороги была присвоена серия Ж, паровозы БП (отличались от БГ наличием пароперегревателя при простой паровой машине) должны были соответственно получить обозначение Жп. Однако зная о привычке машинистов давать паровозам прозвища (например Ов — «овечка»), Министерство путей сообщения присвоило им другую серию — З («Зойка»).

### Советский Союз
В Советской России продолжили использовать систему 1912 года, в том числе и потому, что продолжался выпуск таких дореволюционных серий как Л, С, Щ и Э. Появились и новые верхние индексы, так паровозы Э, заказанные и построенные в 1921—1924 годы на заводах в Германии и Швеции получили полные обозначения Эг и Эш соответственно, а серия Л после 1945 года (в связи с появлением одноимённого паровоза) получила обозначение ЛП (конструкции Путиловского завода).
В 1925 году инженеры Р. П. Гриненко и В. Ф. Егорченко из Научно-технического комитета НКПС предложили буквенно-цифровую систему обозначений серий и нумерации локомотивов. Это позволяло в предполагаемом будущем вообще отказаться от применения букв и перейти на чисто цифровое обозначение серий, как это было сделано на железных дорогах некоторых зарубежных стран, например, в Германии в том же 1925 году. По данной системе обозначение паровозов на переходный период состояло из буквенной серии, цифровой трёхзначной серии (на первых паровозах Су — двухзначной) и двухзначного номера. Так появились такие обозначения паровозов как Су96-01, Эу677-25 и М160-42. Система однако имела крупный недостаток — номер внутри каждой серии был двухзначным, то есть ограничен интервалом 01—99 (в той же Германии номер внутри серии был четырёхзначным), тогда как в масштабах НКПС число однотипных паровозов могло достигать нескольких сотен. При этом НКПС не стал расширять диапазон нумерации внутри каждой серии, вместо этого вводя дополнительные серии. Так паровозы Эм, которых было построено более 2 тысяч, имели цифровые трёхзначные серии в диапазоне 707—740, причём группы цифр 707—710, 712—715 и 717 использовались также для обозначения паровозов Эу, а группы 733, 738 и 740 — паровозов Эр. По этой причине система 1925 года использовалась только для обозначения паровозов Су, Эу, Эм, Эр и М, а также сурамских электровозов (С, СИ и Сс).
Поступившие в 1931—1933 годы из заграницы на советские железные дороги опытные паровозы фактически получили обозначение по системе 1912 года. В том числе паровозы американского производства с повышенной нагрузкой от движущих колёсных пар на рельсы получили букву Т (тяжёлые) и полное обозначение серии ТА (завода АЛКО, тип 1-5-2) и ТБ (завода Балдвин, тип 1-5-1); построенный в Англии паровоз системы Гарратт получил полное обозначение Я-01.
В начале октября 1931 года при постройке новаторского паровоза типа 1-5-1 рабочие Луганского паровозостроительного завода предложили назвать его в честь Феликса Дзержинского. Идея была поддержана, после чего в том же году НКПС ввёл ещё одну систему обозначения новых локомотивов: сначала шли две первые буквы имени и фамилии известного политического деятеля, далее две цифры, означающие нагрузку от движущих колёсных пар на рельсы (в тонна-силах), после через тире номер локомотива. По данной системе были обозначены такие паровозы, как АА20 (Андрей Андреев), ИС20 (Иосиф Сталин), СО17 (Серго Орджоникидзе), ФД20 (Феликс Дзержинский), а также электровозы ВЛ19 (Владимир Ленин), ПБ21 (имени ПолитБюро ВКП(б)) и тепловоз ВМ20 (Вячеслав Молотов). Когда в конструкцию вносились существенные изменения, в системе 1931 года это отображалось изменением цифровой части. Например, паровозы ИС и ФД с новым типом пароперегревателя получили полное обозначение ИС21 и ФД21; паровозы СО и вовсе имели три разновидности — СО17 (базовая модель), СО18 (СОВ — с вентиляторной тягой) и СО19 (СОК — с конденсацией отработанного пара).
Среди построенных в этот период новых локомотивов было и несколько исключений. Прежде всего это опытные скоростные паровозы типа 2-3-2, построенные в 1937—1938 годы Коломенским (2 шт) и Ворошиловградским (1 шт) заводами; эти локомотивы поступили на дороги НКПС и непродолжительное время эксплуатировались, но при этом ни одному из них не присваивалась серия. В связи с этим иногда в литературе паровозы Коломенского завода (заводское обозначение — П12 — паровоз модели 12) могут обозначаться как 2-3-2К, а паровоз Ворошиловградского завода (заводской номер 6998) — 2-3-2В. Также в 1938 году Коломенским заводом был построен опытный паровоз-макет, который получил полное обозначение В5-01; данный паровоз предназначался только для испытаний парового котла высокого давления (100 атмосфер).

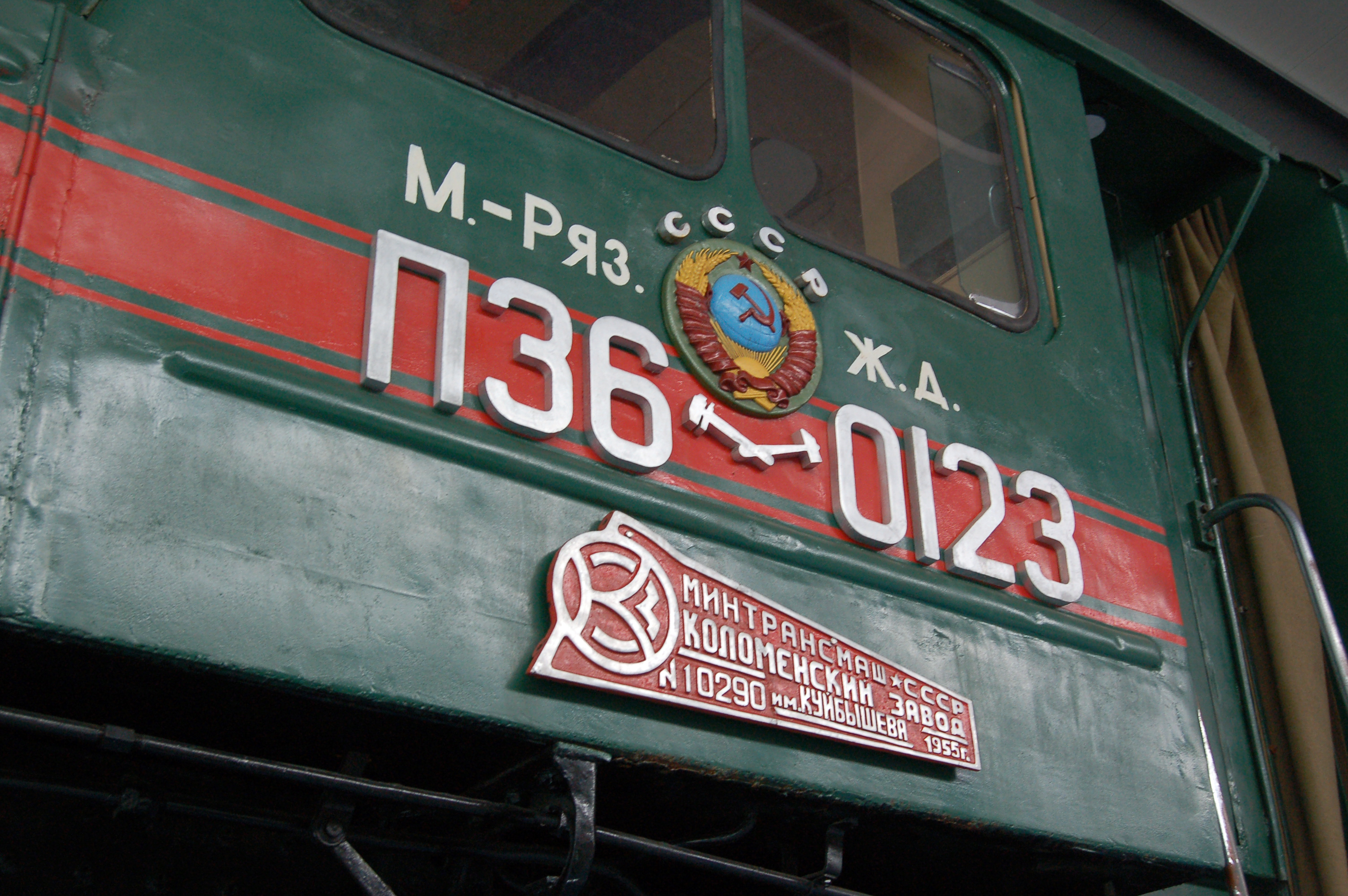
Обозначение паровоза П36-0123

После окончания Великой Отечественной войны Сормовский завод начал строить паровозы СУ, которые отличались от довоенных изменением конструкции; они получили полное обозначение серии СУ250, то есть по системе 1925 года. Однако в целом в послевоенные годы уже никакая система обозначения новых серий паровозов не соблюдалась. Так выпущенный в 1945 году Коломенским заводом паровоз типа 1-5-0 получил сперва серию П (Победа), а затем Л — в честь конструктора Лебедянского; отличие от системы 1912 года заключалось в том, что теперь номер ставился после серии через тире. Следующие паровозы, построенные данным заводом (П34, П36, П38), уже фактически не получали железнодорожной серии, а наносимое на них обозначение теперь состояло из заводского обозначения и отделённого им через тире номера. Аналогично произошло и с маневровым паровозом 9П. Паровозы постройки Ворошиловградского паровозостроительного завода имени Октябрьской революции получили серии ОР18, ОР21 и ОР23, где буквы ОР означали завод постройки (имени Октябрьской революции), а цифры — нагрузку от движущих осей на рельсы; паровозы ОР18 (тип 1-5-1) в процессе производства сменили серию на ЛВ — созданы на базе паровоза Л на Ворошиловградском заводе.

## Тепловозы
Первые советские тепловозы изначально получили литеру Ю (после 1912 года эта буква в обозначениях паровозов не использовалась) с верхними индексами э и м, которые обозначали тип тяговой передачи (электрическая и механическая соответственно). Однако достаточно скоро их переименовали, присваивая серию близкого по мощности паровоза, а тип передачи уже обозначался сперва отделёнными через дефис от литеры буквами ЭЛ и МХ, которые со временем переместились в верхний индекс. Так у тепловоза конструкции Гаккеля с мощностью по дизелю 1000 л. с. обозначение менялось в последовательности Юэ002 → Гэ1 → Щ-ЭЛ-1 → Щэл1, а у тепловозов конструкции Ломоносова с мощностью по дизелю 1200 л. с. — Юэ001 → Э-ЭЛ-2 → Ээл2 и Юм005 → Э-МХ-3 → Эмх3. Аналогично получили обозначения тепловозы Оэл и Ьмх. Примечательно, что тепловоз Ээл8, поступивший на дороги в 1933 году, несмотря на литеру Э, имел мощность 2×825 л. с., то есть на 37 % выше. Построенный в 1934 году двухсекционный тепловоз уже получил обозначение по системе 1931 года — ВМ20 (в честь Вячеслава Молотова), при этом каждая его секция имела собственный номер — ВМ20-01 и ВМ20-02.
В конце Второй мировой войны Советский Союз получил по ленд-лизу партию тепловозов, построенных американскими заводами American Locomotive Company (АЛКО) и Baldwin Locomotive Works (Балдвин), которым присвоили литеру Д (дизельный локомотив) и верхние индексы с указанием завода-изготовителя, а полное обозначение было частично основано на системе 1931 года — ДА20 и ДБ20; эти два локомотива имеют разную конструкцию и по-справедливости должны были бы получить обозначение серии разными заглавными буквами.

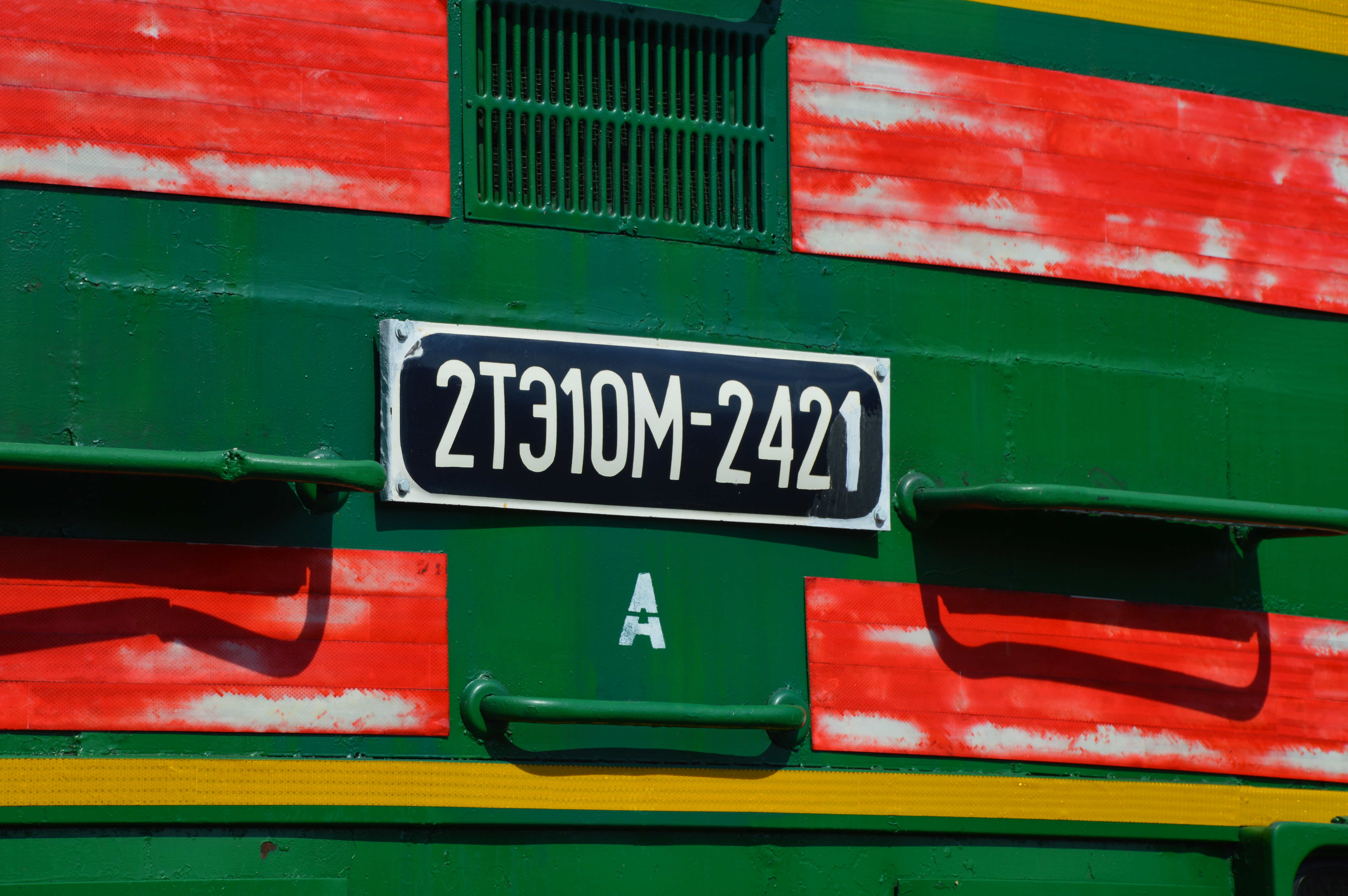
Обозначение тепловоза 2ТЭ10М-2421
Буква А ниже — обозначение первой секции

В 1947 году в СССР восстановилось тепловозостроение, прерванное до войны. Теперь тепловозы получали буквенно-цифровое обозначение по новой системе: первой буквой была Т (тепловоз), а вторая указывала на тип тяговой передачи — Э (электрическая — ТЭ1, ТЭ2) или Г (гидравлическая — ТГ20, ТГ102). Также у маневровых локомотивов добавляется буква М (ТЭМ1, ТГМ2), а у пассажирских (начиная с ТЭП10 (ТЭ11)) — П (ТГП50, ТЭП60); начиная с серии ТЭ10 у многосекционных локомотивов дополнительно спереди стала ставиться цифра, указывающая на число секций (2ТЭ40, 4ТЭ130). Магистральные тепловозы, спроектированные на Харьковском заводе транспортного машиностроения, получали цифры 1—49, на Коломенском — 50—99, на Луганском — от 100 и выше. При отдельных конструктивных изменениях после цифровой части могут ставиться дополнительные буквы, например ТЭ3Л — луганская модификация ТЭ3. Особенно это выражено в модификациях линейки ТЭ10 выпуска Луганского (Ворошиловградского) завода: 2ТЭ10Л (луганская модификация), 2ТЭ10В (ворошиловградская модификация), 3ТЭ10М (модернизированный), 4ТЭ10С (северная модификация), 2ТЭ10У (улучшенный). После прохождения модернизации тепловозам могут присваиваться дополнительные буквы в конце обозначения серии. Могут использоваться и верхние индексы, аналогичные используемым на электровозах (см. ниже), например 3ТЭ25К2М — 3-секционный тепловоз с электропередачей, 25-й модели, с коллекторными тяговыми двигателями, 2-й тип, модифицированный.
Маневровые тепловозы заграничного производства имели обозначение из трёх букв и цифры: первая буква указывала страну происхождения (Австрия, Венгрия или Чехословакия), вторая (М) — род службы (маневровый), третья — тип тяговой передачи, а цифра — номер модели (ВМЭ1, ЧМЭ3, АМГ5).
Из этой системы есть, однако, одно крупное исключение — М62, который получил обозначение по системе железных дорог Венгрии (тепловоз (венг. Motormozdony) 6-осный 2-го типа) — первой страны, в которую стал импортироваться.
Тепловозы-электростанции для транспортировки и энергоснабжения специального самоходного подвижного состава, не имеющего собственных энергетических установок, получили собственную систему обозначения из трёх букв и либо одной, либо трёх-четырёх цифр, сходную с обозначением путевых машин, согласно которой они именовались как модули, установки или секции. Примерами обозначений буквенной части среди тепловозов этого класса являются: УТМ — универсальный тяговый модуль (серии УТМ1—УТМ5), ПТМ — путевая тяговая машина (ПТМ630), ТЭУ — тягово-энергетическая установка (ТЭУ400, ТЭУ630), ТЭС — тягово-энергетическая секция (ТЭС1000, ТЭС1200, ТЭС1400, ТЭС ПСС1К) и ПА — передвижной агрегат (ПА300, ПА400).
Тепловозы узкой колеи (до 1000 мм) в большинстве своём получили обозначение из букв ТУ (тепловоз узкоколейный), в которых в отличие от большинства обозначений тепловозов стандартной колеи не указывался вид тяговой передачи, и цифры в диапазоне от 1 до 10, после которой дополнительно могут быть указаны буквы модификации (например ТУ2М, ТУ6А, ТУ7МБР).
В целом данная система обозначений тепловозов оказалась настолько удачной, что продолжает использоваться на Российских железных дорогах и в XXI веке.

## Электровозы
Первые магистральные электровозы поступили на советские железные дороги в 1932 году из США и предназначались для работы на Сурамском перевале, в честь которого получили серию С. Электровозы аналогичной конструкции итальянской (за некоторыми изменениями) и советской (собирался по лицензии) постройки получили уже серии СИ и Сс. Полное обозначение электровозы всех трёх серий получили по системе 1925 года — С10-01, СИ10-09 и Сс11-01.

С того же 1932 года СССР начал выпускать электровозы уже созданные непосредственно советскими инженерами; эти локомотивы получали обозначение серии по системе 1931 года — ВЛ19 (Владимир Ленин) и ПБ21 (Политбюро). Однако были и два исключения: выпущенные небольшой партией электровозы СК (Сергей Киров) получили серию без числовой части, а опытный электровоз переменного тока ОР22 имел неполитическое обозначение (однофазный ртутный). В 1938 году начался выпуск модернизированной версии Сс; новый электровоз получил сперва серию См и полное обозначение См22-22, то есть было использовано сочетание обеих систем. Однако достаточно скоро по указанию наркома НКПС Л. М. Кагановича буквенная часть была изменена на ВЛ, то есть серия сменилась на ВЛ22; номер при этом также изменился на 184, тем самым продолжая номерной ряд электровозов ВЛ19. С 1946 года стала выпускаться модернизированная версия уже ВЛ22, которой присвоили обозначение серии ВЛ22м.
В послевоенное время при обозначении новых серий магистральных электровозов, как и в случае с паровозами, заводы отошли от прежде существовавших систем. В частности созданный в 1953 году на Новочеркасском электровозостроительном заводе (НЭВЗ) восьмиосный электровоз постоянного тока получил серию Н8, а другой восьмиосный электровоз постоянного тока, но уже созданный в 1961 году на Тбилисском электровозостроительном заводе (ТЭВЗ) — Т8; буквенная часть в обеих сериях обозначала завод-изготовитель, а 8 — число осей. Однако построенный в 1956 году на НЭВЗ шестиосный электровоз, в создании которого использовали механическую часть от ВЛ22 и электрические машины от Н8, уже получил обозначение ВЛ23, то есть по системе 1931 года как продолжатель серии ВЛ; номерной ряд при этом начинался с 001. Выпущенные в 1954 году небольшой партией шестиосные электровозы переменного тока получили серию НО — новочеркасский однофазный. Следующая серия шестиосных «переменников» получила обозначение уже Н6О (1957 год), а серия восьмиосных — Н8О (1961 год). Вскоре буква О стала восприниматься как цифра 0 (ноль), поэтому серии Н6О и Н8О стали называть «эн шестьдесят» и «эн восемьдесят» соответственно, в связи с чем следующая серия восьмиосных электровозов переменного тока получила обозначение Н81 (1962 год). Выпущенный в 1961 году пассажирский электровоз созданный на базе Н6О получил серию Н6ОП.
В январе 1963 года заместитель министра путей сообщения П. Г. Муратов, на основании предложения П. И. Аброскина (директор НЭВЗ), дал директиву, согласно которой буквы Н и Т в обозначениях серий электровозов заменялись на ВЛ, аргументируя это как возобновление устоявшейся традиции (подразумевалось обозначение серий ВЛ19, ВЛ22 и ВЛ23 по системе 1931 года). В результате были переименованы следующие серии электровозов:
- Н8 → ВЛ8
- Т8 → ВЛ10
- НО → ВЛ61
- Н6О → ВЛ60
  - Н6ОП → ВЛ60П

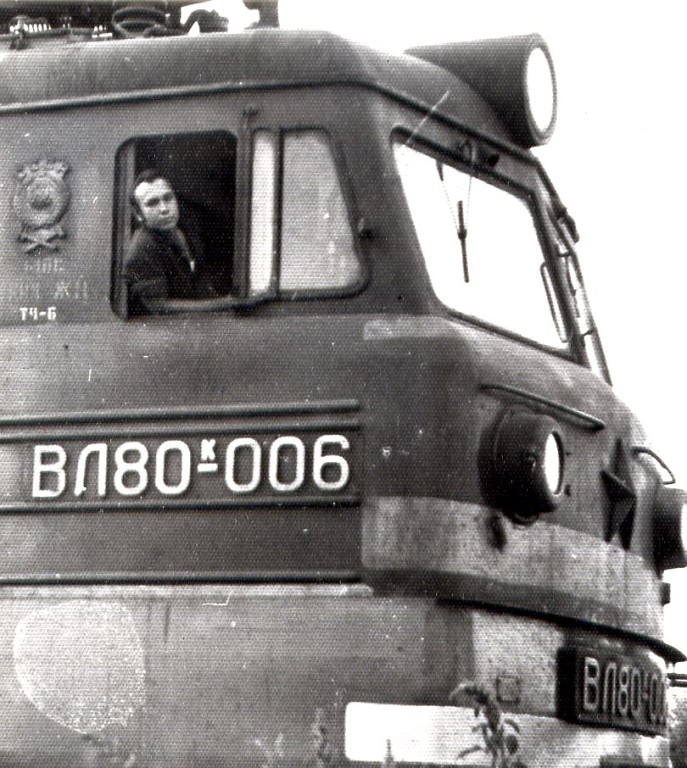
Обозначение электровоза ВЛ80^{к}−006

- Н8О → ВЛ80в (3 первых электровоза серии)
- Н62 → ВЛ62
- Н81 → ВЛ80

Отныне все магистральные электровозы советского производства и эксплуатируемые на советских железных дорогах имели буквенную часть ВЛ (Владимир Ленин). Также электровозы постоянного тока получали в обозначении серии числа до 39 включительно, а электровозы переменного тока (и на оба рода тока) — от 40 и выше, причём первая цифра (4, 6 и 8) в этом случае должна отображать число осей, однако это правило нарушают электровозы ВЛ85 и ВЛ86ф, которые имеют 12 осей. Для отличий отдельных конструктивных особенностей групп локомотивов внутри серии им присваивали различные верхние индексы:
- А
  - имеет асинхронные ТЭД
  - для предприятия «Апатит» (ВЛ15А)
- Б — имеет бесколлекторные ТЭД (ВЛ80Б)
- В
  - имеет вентильные ТЭД
  - с высоковольтным регулированием (по стороне высоковольтной части автотрансформатора, ВЛ80в)
  - высоковольтный (ВЛ8в, рассчитанный для работы на постоянном токе напряжением 6000 В)
- И
  - имеет импульсное регулирование
  - итальянского производства (Си)
- К — с кремниевыми (полупроводниковыми) выпрямителями (если изначально на электровозах серии применялись выпрямители на игнитронах)
- М — модернизированный
- Н — для Норильской железной дороги (ВЛ10н)
- П — пассажирский
- Р
  - имеет рекуперативное торможение
  - имеет регулируемое возбуждение ТЭД
- С — имеет возможность работы по системе многих единиц
- Т — имеет реостатное торможение
- У — усиленный
- Ф — имеет фазовое регулирование (ВЛ86Ф — притом что собственно ВЛ86 никогда не существовал)

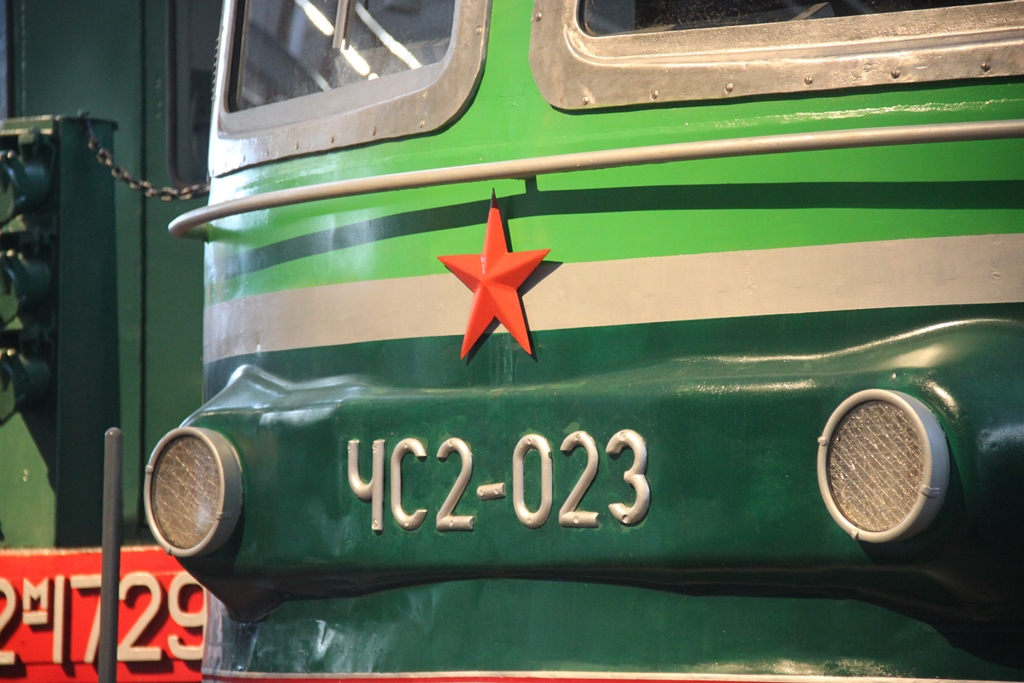
Обозначение электровоза ЧС2-023

В 1980-х годах получила распространение практика, когда часть шестиосных электровозов (ВЛ23, а позже ВЛ60) начали эксплуатировать в виде постоянного сцепа из двух—трёх машин, работавших по системе многих единиц, при этом такая сплотка учитывалась как один локомотив и управлялась одной локомотивной бригадой. Для удобства учёта работы, такие многосекционные электровозы получали новые номера, а в обозначении серии перед буквенной частью ставилась цифра 2 или 3 — по числу секций (как у тепловозов).
Электровозы переменного тока, полученные в 1959—1961 годы из Франции получили серию Ф (французские), а из ФРГ — К (с кремниевыми выпрямителями); при этом у французских локомотивов серия и номер писались слитно (Ф03), а у немецких — через тире (К-07). Пассажирские электровозы чехословацкого производства получали буквенно-цифровое обозначение серий: ЧС1—ЧС8 и ЧС200; буквы ЧС означают страну производства (ЧехоСловакия), у серии ЧС200 цифровая часть указывает максимальную скорость (200 км/ч). Электровоз ЧС2т (с реостатным торможением, заводской тип 63E) с собственно ЧС2 (типы 34E и 53E) не имеет почти ничего общего и фактически должен был получить другую серию; в меньшей степени это относится и к ЧС4т.
Среди промышленных и маневровых электровозов наблюдается самое большое разнообразие обозначений. Так электровозы Днепропетровского электровозостроительного завода имели буквенно-цифровые обозначения — Д94, Д100; буквенная часть обозначает завод-изготовитель, а цифровая указывает сцепной вес. Аккумуляторные электровозы Дружковского машиностроительного завода получили два типа буквенно-цифровых обозначений с буквой Т (транспортное средство): электровозы для химических промышленных предприятий обозначались как Т20 и Т30, где цифровая часть также указывает сцепной вес, в то время как электровозы для транспортировки ракет к стартовым площадкам космодромов получили более специфическое обозначение серий 11Т125 и 11Т186, где первая цифра 11 означала общий код изделия для космических исследований, а вторая цифра после буквенной части — номер изделия в перечне наземного стартового оборудования. Промышленные электровозы чехословацкого завода Škoda Transportation получали обозначение 21E, 26E, а немецкого (ГДР) Hans Beimler — ЕЛ1, ЕЛ2, ЕЛ10, ЕЛ21, ЕЛ22 (латиница была заменена на кириллицу). Некоторые советские заводы при обозначении промышленных электровозов могли дополнительно использовать римские цифры — II-КП4, IV-КП1; в этом случае римская цифра обозначает весовую категорию, КП — контактный промышленный, а арабская цифра — исполнение. Электровозы, предназначенные для работы у коксотушильных цехов получают буквенную часть ЭК (электровоз коксотушильный) — ЭК1, ЭК2, ЭК13, ЭК14 и так далее.
Тяговые агрегаты (электровоз или электротепловоз с моторными грузовыми вагонами) советского производства для линий постоянного тока в обозначении серии имеют буквенную часть ПЭ (промышленный электровоз) (ПЭ1, ПЭ2, ПЭ3Т), а тяговые агрегаты, которые могут работать на переменном токе — ОПЭ (ОПЭ1, ОПЭ1А, ОПЭ2).

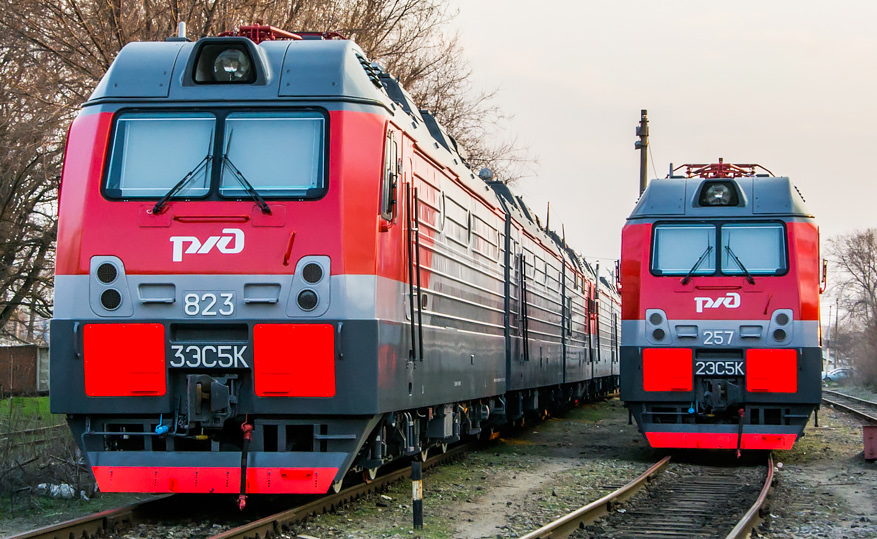
Электровозы 3ЭС5К-823 и 2ЭС5К-257

После распада СССР первым электровозом российской разработки стал ВЛ65 (1992 год), однако начиная с ЭП1 (1998 год) в России стала использоваться обновлённая буквенно-цифровая система обозначения новых серий электровозов (фактически была позаимствована у тепловозов). Теперь серия получает букву Э (электровоз) и далее номер модели. Многосекционные локомотивы, которые могут работать по СМЕ, получают обозначение ЭС (электровоз секционный), при этом перед буквенной частью, как и в случае с тепловозами, указывается число секций (2ЭС6, 2ЭС7, 4ЭС5К); пассажирские получают обозначение ЭП (ЭП1, ЭП10). При этом электровозы серий 2ЭС10 и 2ЭС6 в трёхсекционном исполнении, вопреки сложившейся практике, не были обозначены как 3ЭС10 и 3ЭС6, вместо этого их промежуточные секции как 2ЭС10С и 2ЭС6С и получили собственную отдельную нумерацию, в результате чего электровоз де-юре стал считаться как сплотка двухсекционного электровоза и отдельной бустерной секции по системе многих единиц. Электровозам переменного тока как правило присваиваются нечётные номера модели (ЭП1, 2/3/4ЭС5К, 2ЭС5, 2ЭС7), в то время как электровозам постоянного тока — чётные (ЭП2К, 2/3ЭС4К, 2ЭС6, 2ЭС10), при этом двухсистемные электровозы также получают чётные номера серий (ЭП10, ЭП20). После номера модели может быть указано дополнительное буквенное обозначение, которое может обозначать модификацию или конструктивную особенность локомотива. Электровозы с коллекторными тяговыми электродвигателями получают в конце серии букву К (Э5К, ЭС4К, ЭП2К), её отсутствие как правило означает, что электровоз имеет асинхронные тяговые электродвигатели, хотя и не без исключений (например ЭП1 или 2ЭС6, оснащённые коллекторными двигателями, не имеют буквы К на конце). При этом одинаковую основную часть обозначения модели могут иметь совершенно разные по конструкции электровозы, такие как например 2ЭС5К и 2ЭС5.
Исключением из общей системы стал 2ЭВ120 «Князь Владимир» (что означает 2-секционный электровоз волжский с изначально запланированной конструкционной скоростью 120 км/ч).
Особая система обозначений предложена и для восьмиосных пассажирских электровозов коломенского завода. Известно, что планировалось разработать целое семейство, куда входят три подобных электровоза с повышенной конструкционной скоростью (ЭП100 — постоянного тока, ЭП200 — переменного тока, ЭП300 — двухсистемного питания; то есть первая цифра кодирует род тока), а также их аналоги для меньших скоростей (с изменением последней цифры с нуля на единицу; соответственно ЭП101, ЭП201 и ЭП301).
Промышленные электровозы и тяговые агрегаты, созданные после распада СССР, могут вместо первой буквы Э иметь аббревиатуру обозначающую завод изготовитель — например, у электровозов НП1 или НПМ2 производства НЭВЗ первые две буквы означают новочеркасский промышленный, а буква М — металлургический.

## Автомотрисы и дизель-поезда
Первые автомотрисы имели буквенное обозначение, схожее с обозначением первых тепловозов: литера Ав, либо АВ (автомотриса), затем через дефис указывался тип передачи (Мх или Эл), затем через дефис трёхзначный номер, причём его первая цифра указывала число осей — Ав-Мх-201, Ав-Эл-404; в 1940-х тип передачи стали указывать в виде верхнего индекса. Также в 1930-х некоторые автомотрисы имели обозначение литерой А, к которой добавлялась большая буква, указывающая на род службы — С (служебная, АС) или П (пригородная, АП). С 1948 года обозначение автомотрис стало как у тепловозов: первая буква была А (автомотриса), вторая указывала на род службы (например С — служебная), либо конструктивные особенности (Р — постройки РВЗ), а цифрой указывался тип; иногда после цифры могло дополнительно указываться исполнение (АС1А). Также автомотрисы могут иметь в обозначении буквенную часть РА (рельсовый автобус) (РА1, РА2).
Полученные по репарациям из Венгрии и Германии дизель-поезда получали литеру ДП и далее слитно номер. Трёхвагонные поезда венгерской постройки получили обозначения ДП1—ДП10, а немецкие — ДП11, ДП12, ДП13, ДП14 и ДП15. Поставлявшиеся с 1949 года из Венгрии шестивагонные дизель-поезда (всего было построено 8 составов) получили обозначения ДП-01—ДП-08. В 1960 году венгерский завод МАВАГ начал в СССР поставки трёхвагонных дизель-поездов, которые получили сперва обозначение серии ДП, но позже оно было сокращено до Д; выпускавшаяся с 1964 года четырёхвагонная версия получила уже серию Д₁. Дизель-поезда Рижского вагоностроительного завода имели буквенно-цифровое обозначение, аналогичное обозначению электропоездов — ДР1, ДР2 и так далее; дизель-поезда Торжокского вагоностроительного завода обозначаются по такой же системе (ДТ1).

## Электропоезда

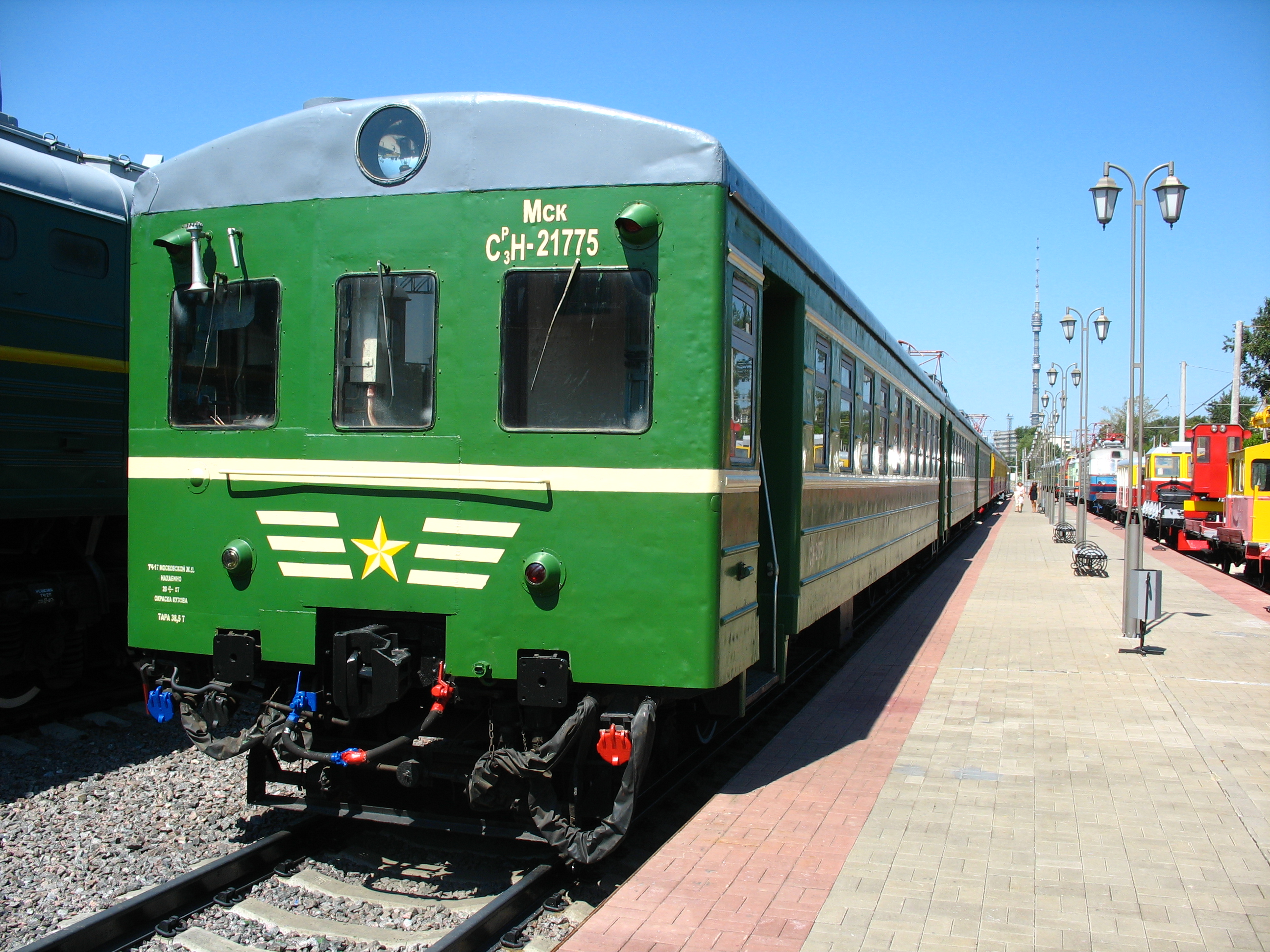
Головной прицепной вагон C-Н № 1775

Первые в СССР электропоезда Баку — Сабунчи — Сураханинской электрифицированной железной дороги не имели железнодорожной серии. У появившихся в 1929 году на Северных железных дорогах трёхвагонных электросекций моторные электровагоны получили серию ЭМ, а прицепные — Э. Когда позже аналогичные электросекции стали эксплуатироваться и на других дорогах, в 1936 году они получили литеру С (в честь Северных дорог) с нижними уточняющими индексами в и д, которые указывали на завод-изготовитель электроаппаратуры («Викерс» и «Динамо» соответственно); нумерация при этом была сквозная — С
в030, С
д031; у прицепных вагонов перед номером дополнительно ставилась цифра 1 (для вагонов с багажным отделением) или 2 (без багажного отделения). Данные электросекции могли работать только на постоянном токе напряжением 1500 вольт, но с 1946 года началась их переделка для работы на двух напряжениях — 1500 и 3000 вольт. При этом электросекции С
д получили серию См
 (модернизированные), а С
в — Cм
в. В 1947 году электросекции для работы на двух напряжениях стал строить уже Рижский вагоностроительный завод (РВЗ), который также присваивал им литеру С, но индекс завода-изготовителя теперь переместился вверх — Ср
. С 1952 года начался выпуск трёхвагонный электросекций, предназначенных для работы только на постоянном токе напряжением 3000 вольт (3 кВ), что было отображено в обозначении серии добавлением в нижнем индексе цифры 3 — Cр
3. При этом РВЗ строил строил данные секции в двух вариантах: с выходами на низкие платформы и с выходами на высокие платформы; в первом случае вагоны получали заводское обозначение Cр
3-Н, а во-втором — Cр
3-В. Параллельно осуществлялась переделка на данное напряжение ранее выпущенных электровагонов С
в и С
д, которые после получали серию Cм
3.
Литера С в обозначениях электропоездов на тот период стала настолько устоявшейся, что выпущенная в 1954 году опытная трёхвагонная электросекция получила серию СН (северная новая), несмотря на то, что её конструкция значительно отличалась от прежде выпущенных. В 1955—1957 годы путём переделки электросекций Cм
3 был создан десятивагонный электропоезд, состоящий из двухвагонных электросекций и имевший рекуперативно-реостатное торможение; он получил серию РС.

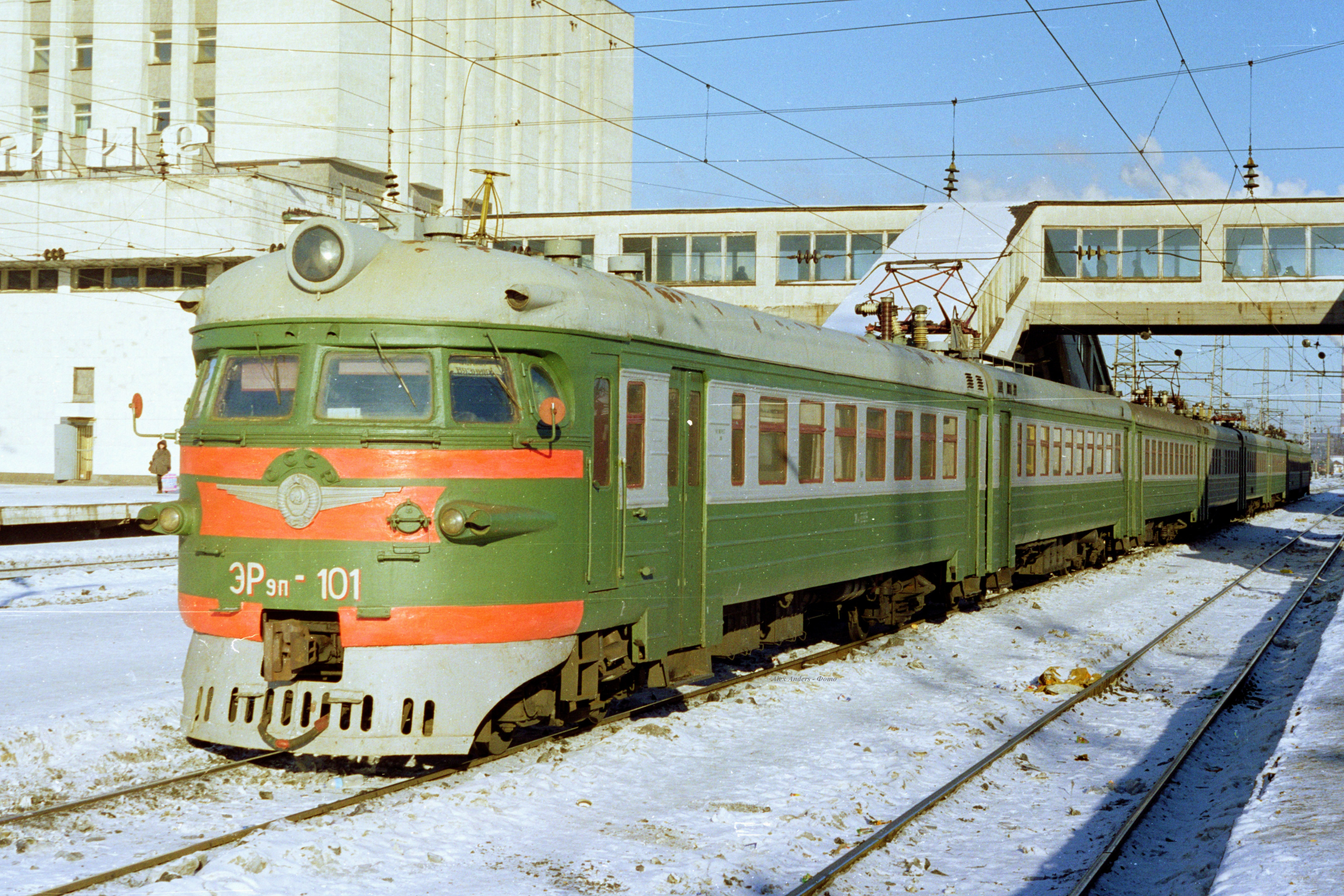
Электропоезд ЭР9П-101

В 1957 году на РВЗ было принято решение прекратить выпуск отдельных трёхвагонных электросекций, а вместо них строить электропоезда, состоящие сразу из нескольких двухвагонных электросекций. Теперь электропоезд получал буквенно-цифровое обозначение серии, состоящей из литеры ЭР (электропоезд рижский) и цифры, характеризующей конструктивные особенности. В отличие от электровозов, электропоезда постоянного тока и переменного тока не имели разные интервалы числовой части, то есть ЭР1, ЭР2, ЭР5, ЭР6, ЭР10 и ЭР12 были постоянного тока, а ЭР7, ЭР8, ЭР9 и ЭР11 — переменного; у скоростного электропоезда ЭР200 число указывает его конструкционную скорость. Отдельные изменения конструкции могут отображаться в обозначении серии дополнительными буквами после цифровой части, что особенно выражено в семействе ЭР9: ЭР9П (с подвагонным расположением электронной аппаратуры), ЭР9М (модернизированный), ЭР9Е (естественное охлаждение силовой электроники), ЭР9Т (с реостатным торможением). Электропоезд ЭР2Р конструктивно представляет собой кузов от ЭР2 с тележками и электрооборудованием от ЭР22В, а потому по-справедливости должен был получить другую цифру; аналогично относится и к ЭР2Т. При нанесении обозначения цифра (и следующая за ней буква) часто по размеру меньше литеры, больше походя на нижний индекс (ЭР2, ЭР9П).
Обозначение электровагона по данной схеме теперь состоит из обозначения серии и отделённого им через дефис номера. Сам номер состоит из номера электропоезда (или отдельно выпущенной электросекции) и порядкового номера самого вагона из двух цифр; моторные вагоны получают чётные номера (02, 04, … 12), а прицепные — нечётные (01, 03, … 11), причём головные прицепные получают номера 01 и 09 (за редким исключением). Таким образом, второй головной вагон электропоезда ЭР9П № 333 будет иметь на кузове обозначение ЭР9П-33309.
Контактно-аккумуляторные электропоезда Новоафонской пещерной железной дороги получили серию ЭП, однако на корпусах вагонов она не указывалась.

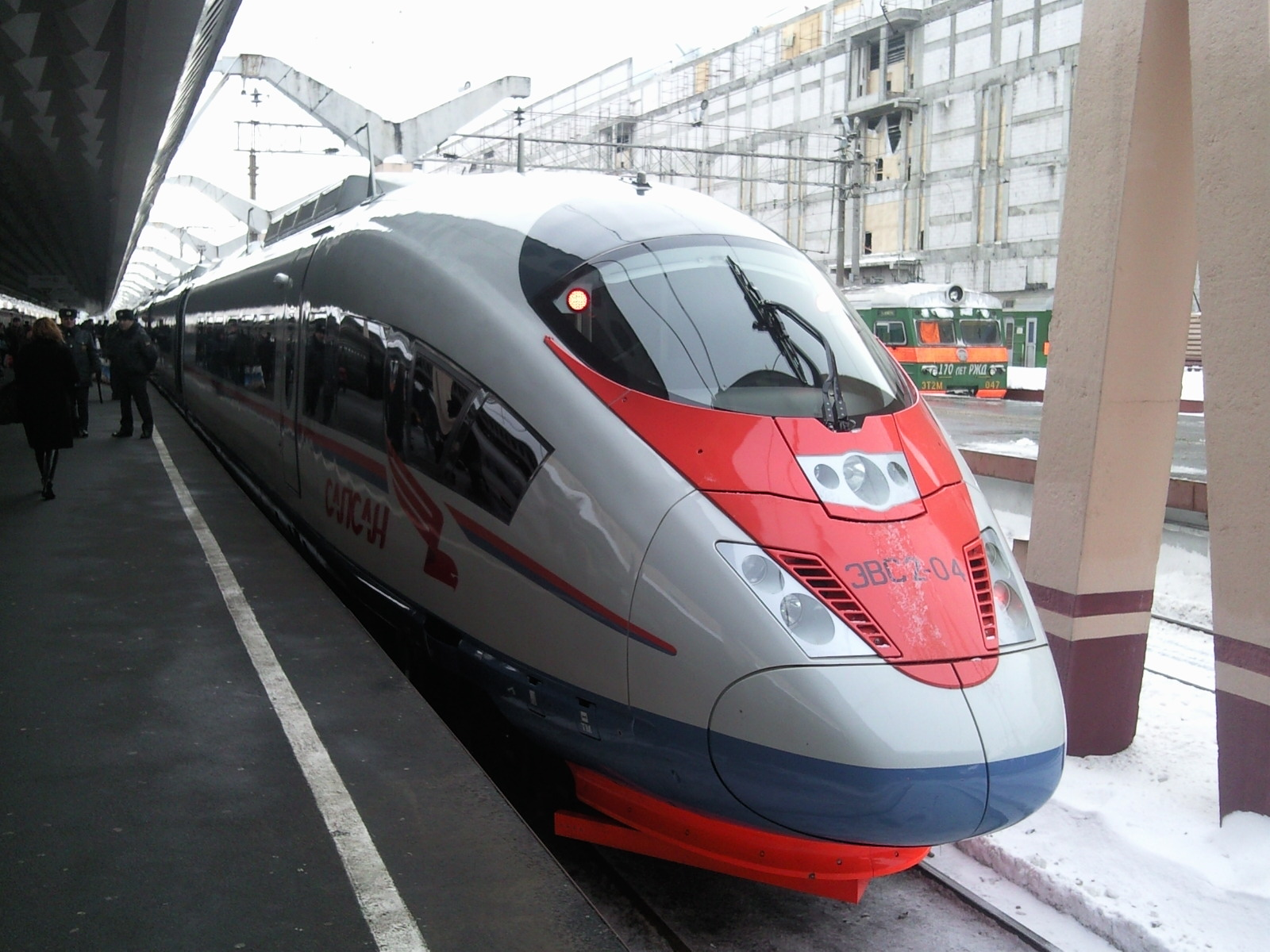
Электропоезд ЭВС2-04 («Сапсан»)

Выпускавшиеся в России после 1991 года электропоезда поначалу получали обозначение серии по «рижской» системе: литеру ЭД получали электропоезда производства Демиховского машиностроительного завода (ЭД4, ЭД6), ЭН — Новочеркасского электровозостроительного завода (ЭН3), ЭТ — Торжокского вагоностроительного завода (ЭТ2). Высокоскоростные электропоезда «Сапсан» получили литеру серии ЭВС (электропоезд высокоскоростной производства «Сименс»). Однако начиная с 2010-х годов единая система обозначений электропоездов в России фактически отсутствует.

## Электровагоны метрополитена

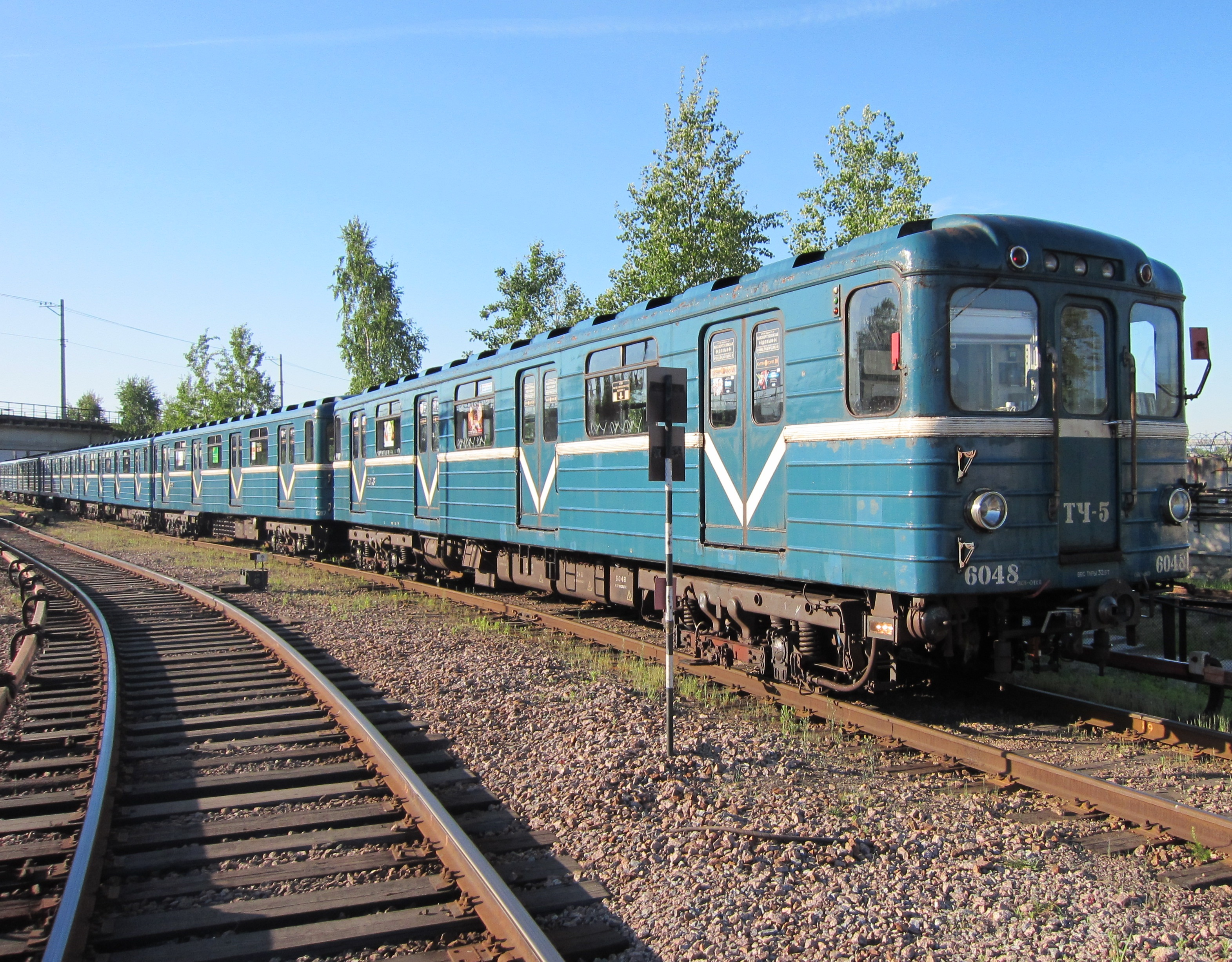
Электропоезд из вагонов типа Ем. Впереди вагон типа Емх503, что можно определить только по номеру (6048)

Применительно к электровагонам метрополитена вместо «серия» изначально использовался термин «тип», при этом он указывается лишь на небольших заводских табличках в салоне, а на наружных стенках по сравнению с электропоездами общей сети железных дорог присутствуют только номера, которые присваивались повагонно без нумерации составов. Изначально типы метровагонов обозначались только буквами — А, Б, В (от В-1 до В-4), Г, Д, Е, И; выпущенные в 1949—1950 годы 6 опытных вагонов (прототипы вагонов типа Д) получили обозначение М5 (после переделки с улучшением конструкции — УМ5).
Для вагонов типов А и Б не делалось различий в обозначении моторных и прицепных вагонов, и отличить их можно было только по номерам, которые у моторных вагонов начинались с 1, а у прицепных — с 1001. Вагоны Берлинского метрополитена типов C-1, C-2 и C-3, поступившие в СССР из Германии в качестве репарации после окончания войны, были переобозначены как В-1 (В-4), В-2 и В-3 соответственно, и также перенумерованы. В дальнейшем вагоны отечественного производства долгое время выпускались только как моторные головные, и начиная с типа Г получили также обозначение типп 81-701, Д — 81-702 (их прототип М5 был обозначен как 81-700) и далее по возрастанию. У вагонов типа Е (81-703) справа добавлялись маленькие буквы, указывающие на конструктивные отличия:
- Ев — для Будапештского метрополитена (Венгрия)
- Еж — на стадии проектирования обозначался как тип Ж[66]
  - Еж3 и Еж6 — модификации вагона Еж с новым электрооборудованием и аппаратурой автоведения
- Ем — имеют изменённое расстояние между боковыми раздвижными дверями (как у типа Д, для Ленинградского метрополитена)[67]
  - Ема — имеет систему автоведения, головной вагон для составов из вагонов Ем
  - Емх — хвостовой вагон для составов из вагонов Ем и Ема
- Ечс — для Пражского метрополитена (Чехословакия)

Ленинградский вагоностроительный завод имени И. Е. Егорова при изменении конструкции вагонов Ем добавлял в обозначениях типов заводскую модель — Ем501, Ема502, Емх503, Ем508, Ем509 и Ем508Т, и параллельно были обозначены как 81-501, 81-502 и так далее. В дальнейшем модели вагонов разработки Ленинградского завода получали обозначения 81-5xx, а Мытищинского — 81-7xx.
Начиная с перспективных на то время метровагонов типа И, появилось разделение в обозначении заводских моделей головных и промежуточных вагонов, при этом через точку стала указываться цифра модификации, например 81-715.1 и 81-716.1 для модификации .1 или 81-715.2 и 716.2 для модификации .2. А выпускавшиеся с 1976 года метровагоны моделей 81-717 и 81-714 (головной и промежуточный соответственно), ставшие с учётом модификаций самой массовой выпускаемой серией и в начале 2020-х остающиеся самыми распространёнными метровагонами в метрополитенах России, не имеют обозначения типа, так как изначально создавались лишь как опытные для проверки работы оборудования вагонов типа И, планировавшихся к массовому производству, но в конечном итоге так и оставшихся опытными. По этой причине вагоны 81-717/714 и все их многочисленные модификации, включая подсемейство 81-540/541, получили прозвище номерные или 81-я серия; с началом их серийного производства новые вагоны метрополитена перестали получать обозначение типов, в связи с чем более распространился термин «модель» (например, 81-718/719 и 81-540/541). При этом у всех этих вагонов укоренилась вышеупомянутая система обозначения модификаций через точку с дополнительной цифрой после цифры основной модели и/или дополнительной буквой (например 81-717.6К и 81-714.6К), которая стала применяться и для последующих серий.

Начиная с 1991 года, электровагоны метрополитена стали именоваться и коммерческими названиями, причём особенно распространены гидронимы (названия рек и озёр) — «Яуза», «Нева», «Ока», «Ладога», «Охта (Юбилейный)» и «Москва». При этом коммерческие названия в рекламных целях могут наноситься на наружные стенки, но в эксплуатации на вагоны по-прежнему наносятся только номера. У многих вагонов новых моделей номера для каждой модели получили отдельные диапазоны: изначально они нумеровались начиная с 0001, но позднее с 2009 года, начиная с моделей 81-717.6/714.6 и 81-760/761 «Ока», для вагона каждого типа стал выделяться уникальный пятизначный диапазон номеров, у которого первые две цифры использовались только для конкретной модели вагона, но не совпадали с ней, а с 2013 года, начиная с серийных метровагонов «НеВа», эти первые две цифры стали идентифицировать модель вагона по последним двум цифрам, например 56xxx для вагонов 81-556 (моторных головных), 57xxx для 81-557 (моторных промежуточных) и 58xxx для 81-558 (прицепных промежуточных), при этом первая цифра в обозначении модели (7 для мытищинских и 5 для петербургских вагонов) в новых номерах не учитывалась. В итоге каждый диапазон номеров предполагал выпуск не более 999 вагонов каждого типа. Позднее аналогичная система нумерации с двумя идентифицирующими модель цифрами стала применяться для всех новых моделей метровагонов, поставляемых в метрополитены России, хотя экспортные вагоны тех же моделей зачастую получали отдельную не связанную с моделью нумерацию.
Единственным исключением из обозначения метровагонов только по номерам стали контактно-аккумуляторные электровозы, которые зачастую переделывались из пассажирских вагонов и при этом нередко вместо исходного номера получали обозначение, схожее с подвижным составом общей сети железных дорог, хотя часть из них сохранила исходное обозначение по номеру. В Московском метрополитене электровозы на базе вагонов В-4 получили обозначение типа Э и номера 1 и 2, а в Ленинградском — тип ЭД и номера 01 и 02, при этом на бортах вагона указывался тип и номер через дефис. В дальнейшем многие контактно-аккумуляторные электровозы на базе вагонов Д и Е стали обозначаться как Эк
а (электровоз контактно-аккумуляторный) и получали новый двухзначный номер. В 1970-х и 80-х годах выпускались контактно-аккумуляторные электровозы типа Л (модель 81-711), на борта которых наносились только четырёхзначные номера по аналогии с пассажирскими вагонами, а начиная с 1990-х годов — электровозы ВЭКА модели 81-580 и ЭКА модели 81-581, у которых снаружи обозначался тип в виде буквенной части и номер в двухзначном или трёхзначном формате, например ВЭКА-001 или ЭКА-08. Однако электровоз модели 81-582, переделанный из другого вагона, сохранил обозначение на бортах в виде исходного номера, как и некоторые из более ранних вагонов Д.

### Комментарии
1. ↑  Обозначение серии нанесено с ошибкой, правильное — Мк
215-895 (мотовоз с карданной передачей 2-осный, вес 15 тонн, № 895)[1]
2. ↑  Изначально планировалось указывать сцепной вес, что зафиксировано в истории электровоза ВЛ19, получившего сперва полное обозначение серии ВЛ114